# Campionati giapponesi di triathlon
La Federazione giapponese di triathlon organizza dal 1995 i Campionati giapponesi di triathlon. Si disputano con cadenza annuale

## Albo d'oro

### Uomini
| Anno | Oro                   | Argento          | Bronzo             |
| ---- | --------------------- | ---------------- | ------------------ |
| 1995 | Yoshinori Tamura      | Takumi Obara     | Motofumi Kojima    |
| 1996 | Hiro Yamaguchi        | Nobuo Kitazato   | Hideo Fukui        |
| 1997 | Kenichi Hoshino       | Takumi Obara     | Junichi Yamamoto   |
| 1998 | Kenichi Hoshino (2)   | Kazuo Sudo       | Shoichi Nii        |
| 1999 | Takumi Obara          | Jiro Kikuchi     | Shoichi Nii        |
| 2000 | Hiroteru Saito        | Teppei Takeuchi  | Makoto Nagatome    |
| 2001 | Hirokatsu Tayama      | Junichi Yamamoto | Teppei Takeuchi    |
| 2002 | Hideo Fukui           | Hirokatsu Tayama | Hiroyuki Nishiuchi |
| 2003 | Hiroyuki Nishiuchi    | Hideo Fukui      | Hirokatsu Tayama   |
| 2004 | Hirokatsu Tayama (2)  | Tsukasa Hirano   | Hiroyuki Nishiuchi |
| 2005 | Tsukasa Hirano        | Hirokatsu Tayama | Yūichi Hosoda      |
| 2006 | Hirokatsu Tayama (3)  | Hiroki Sugimoto  | Kuniaki Takahama   |
| 2007 | Hirokatsu Tayama (4)  | Hideo Fukui      | Hiroki Sugimoto    |
| 2008 | Hirokatsu Tayama (5)  | Harunobu Sato    | Ryosuke Yamamoto   |
| 2009 | Hirokatsu Tayama (6)  | Ryosuke Yamamoto | Yūichi Hosoda      |
| 2010 | Ryosuke Yamamoto      | Hirokatsu Tayama | Yūichi Hosoda      |
| 2011 | Yūichi Hosoda         | Ryosuke Yamamoto | Kohei Shimomura    |
| 2012 | Hirokatsu Tayama (7)  | Ryosuke Yamamoto | Yūichi Hosoda      |
| 2013 | Hirokatsu Tayama (8)  | Yūichi Hosoda    | Kohei Shimomura    |
| 2014 | Hirokatsu Tayama (9)  | Yūichi Hosoda    | Shiruba Taniguchi  |
| 2015 | Jumpei Furuya         | Yūichi Hosoda    | Kohei Tsubaki      |
| 2016 | Hirokatsu Tayama (10) | Jumpei Furuya    | Yūichi Hosoda      |
| 2017 | Hirokatsu Tayama (11) | Yūichi Hosoda    | Makoto Odakura     |
| 2018 | Takumi Hojo           | Jumpei Furuya    | Yūichi Hosoda      |
| 2019 | Takumi Hojo (2)       | Jumpei Furuya    | Makoto Odakura     |

### Donne
| Anno | Oro                 | Argento           | Bronzo            |
| ---- | ------------------- | ----------------- | ----------------- |
| 1995 | Michiko Kobayashi   | Ayako Suzuki      |                   |
| 1996 | Yukie Koumegawa     | Kayo Wakatsuki    | Mariko Yamazaki   |
| 1997 | Machiko Nakanishi   | Megumi Shigaki    |                   |
| 1998 | Miyuki Biwata       | Mitzuho Nakano    |                   |
| 1999 | Yukie Koumegawa (2) | Akiko Hirao       | Mika Sakane       |
| 2000 | Yukie Koumegawa (3) | Akiko Hirao       | Hiromi Ogawara    |
| 2001 | Akiko Sekine        | Kiyomi Niwata     | Machiko Nakanishi |
| 2002 | Machiko Nakanishi   | Kiyomi Niwata     | Natsuki Matsumoto |
| 2003 | Kiyomi Niwata       | Machiko Nakanishi | Rika Takahashi    |
| 2004 | Akiko Sekine (2)    | Kiyomi Niwata     | Shizuka Kutsuna   |
| 2005 | Kiyomi Niwata (2)   | Akiko Sekine      | Shizuka Kutsuna   |
| 2006 | Kiyomi Niwata (3)   | Akiko Sekine      | Machiko Nakanishi |
| 2007 | Ai Ueda             | Akiko Sekine      | Juri Ide          |
| 2008 | Juri Ide            | Kiyomi Niwata     | Mariko Adachi     |
| 2009 | Juri Ide (2)        | Mariko Adachi     | Ai Ueda           |
| 2010 | Tomoko Sakimoto     | Ai Ueda           | Mariko Adachi     |
| 2011 | Juri Ide (3)        | Ai Ueda           | Tomoko Sakimoto   |
| 2012 | Ai Ueda (2)         | Yuko Takahashi    | Juri Ide          |
| 2013 | Ai Ueda (3)         | Yuko Takahashi    | Tomoko Sakimoto   |
| 2014 | Yuka Sato           | Ai Ueda           | Yuko Takahashi    |
| 2015 | Ai Ueda (4)         | Yuka Sato         | Yuko Takahashi    |
| 2016 | Ai Ueda (5)         | Yuko Takahashi    | Sena Takahashi    |
| 2017 | Yuka Sato (2)       | Yuko Takahashi    | Fuka Sega         |
| 2018 | Yuko Takahashi      | Yuka Sato         | Shinna Kishimoto  |
| 2019 | Yuko Takahashi (2)  | Shinna Kishimoto  | Kei Fukuoka       |

## Edizioni
| Anno | Sede             |
| ---- | ---------------- |
| 1995 | Nagara           |
| 1996 | Kamisu           |
| 1997 | Regione Setouchi |
| 1998 | Nagara           |
| 1999 | Nagara           |
| 2000 | Nagara           |
| 2001 | Porto di Tokyo   |
| 2002 | Porto di Tokyo   |
| 2003 | Porto di Tokyo   |
| 2004 | Porto di Tokyo   |
| 2005 | Porto di Tokyo   |
| 2006 | Porto di Tokyo   |
| 2007 | Porto di Tokyo   |
| 2008 | Porto di Tokyo   |
| 2009 | Porto di Tokyo   |
| 2010 | Porto di Tokyo   |
| 2011 | Porto di Tokyo   |
| 2012 | Porto di Tokyo   |
| 2013 | Porto di Tokyo   |
| 2014 | Porto di Tokyo   |
| 2015 | Porto di Tokyo   |
| 2016 | Porto di Tokyo   |
| 2017 | Porto di Tokyo   |
| 2018 | Porto di Tokyo   |
| 2019 | Porto di Tokyo   |